# Kanton Saint-Jean-de-Daye
Kanton Saint-Jean-de-Daye (francouzsky Canton de Saint-Jean-de-Daye) byl francouzský kanton v departementu Manche v regionu Dolní Normandie. Tvořilo ho 12 obcí. Zrušen byl po reformě kantonů 2014.

## Obce kantonu
- Amigny
- Cavigny
- Les Champs-de-Losque
- Le Dézert
- Graignes-Mesnil-Angot
- Le Hommet-d'Arthenay
- Le Mesnil-Véneron
- Montmartin-en-Graignes
- Pont-Hébert
- Saint-Fromond
- Saint-Jean-de-Daye
- Tribehou